# Classe Giuseppe Sirtori
La classe Sirtori è stata una classe di cacciatorpediniere della Regia Marina.

## Storia
Costruite dai Cantieri Odero di Sestri Ponente (Genova), le quattro unità della classe entrarono in servizio nel 1917 e presero parte alla prima guerra mondiale.
Nel 1920 i pezzi da 102/35 Schneider-Armstrong Mod. 1914-15 furono sostituiti con altrettanti cannoni da 102/45 Schneider-Armstrong Mod. 1917, più moderni.
Nel 1929 le unità furono declassate a torpediniere.
Presero poi parte alla seconda guerra mondiale, due (Sirtori e Stocco) nell'Adriatico meridionale, due (Acerbi e Orsini) in Mar Rosso. Andarono tutte perdute.

## Unità

### Giuseppe Sirtori
Impostato nel 1916, fu completato nel 1917.
Durante la seconda guerra mondiale operò nel basso Adriatico in servizi di scorta.
Il 14 settembre 1943, in conseguenza dell'armistizio, fu colpita da aerei tedeschi e portata all'incaglio a Potamos, presso Corfù. Fu distrutta dall'equipaggio undici giorni dopo, per non farla cadere in mano tedesca.

### Giovanni Acerbi
Impostato nel 1916, fu completato nel 1917.
Durante la seconda guerra mondiale fu di base a Massaua, nell'Africa Orientale Italiana; in quel porto fu affondata da un attacco aereo britannico, il 4 aprile 1941, pochi giorni prima della caduta della città.

### Vincenzo Giordano Orsini
Impostato nel 1916, fu completato nel 1917.
Durante la seconda guerra mondiale fu di base a Massaua, nell'Africa Orientale Italiana; l'8 aprile 1941, all'ingresso delle truppe britanniche nella città, si autoaffondò per evitare la cattura.

### Francesco Stocco
Impostato nel 1916, fu completato nel 1917.
Nel corso del secondo conflitto mondiale fu adibita a compiti di scorta nell'Adriatico meridionale.
Andò perduta in seguito all'armistizio: il 24 settembre 1943 fu attaccata da aerei tedeschi al largo di Corfù. Nonostante la reazione, che portò ad abbattere uno degli aerei attaccanti, la nave fu affondata.